# Neustadt am Main
Neustadt am Main, Neustadt a.Main – miejscowość i gmina w Niemczech, w kraju związkowym Bawaria, w rejencji Dolna Frankonia, w regionie Würzburg, w powiecie Main-Spessart, wchodzi w skład wspólnoty administracyjnej Lohr am Main. Leży w Spessart, około 15 km na zachód od Karlstadt, nad Menem, przy byłej linii kolejowej Triefenstein - Würzburg.

## Dzielnice
W skład gminy wchodzą dwie dzielnice: 
- Erlach am Main
- Neustadt am Main

## Demografia
| Rok  | Liczba mieszk. |
| ---- | -------------- |
| 1970 | 1204           |
| 1987 | 1301           |
| 2000 | 1343           |
| 2006 | 1316           |

## Oświata
(na 1999)

W gminie znajduje się 50 miejsc przedszkolnych (z 42 dziećmi).